# 云南省玉溪第一中学
24°22′12″N 102°32′19″E / 24.36995°N 102.53854°E
云南省玉溪第一中学（简称玉溪一中）位于中华人民共和国云南省玉溪市，是云南省一级一等普通高级中学。

## 沿革
1925年，“玉溪县立初级中学”建立，它是学校的前身。后来，学校陆续改名玉溪县立乡村师范学校、玉溪县立初级中学、云南省玉溪中学、云南省玉溪第一中学、玉溪地区“五·七”中学。
1959年，学校被评为云南省重点中学。
1980年，学校改名为“玉溪第一中学”。
1993年7月，被认定为首批云南省一级二等完全中学。1997年3月，被认定为首批云南省一级一等完全中学。